# Casadiella
La casadiella (pluriel, en asturien, casadielles) est une friandise typiquement asturienne. C'est une sorte de pâtisserie frite faite d'une pâte de farine de blé remplie d'un mélange de noix (et/ou de noisettes dans certaines régions), de sucre et d'anis. Ils peuvent également être réalisés avec de la pâte feuilletée, cuite au four, ce qui est très courant dans les casadiellas industrielles. Au moment de servir, la surface est saupoudrée de sucre. Ils sont généralement servis comme dessert. L'ingrédient principal étant des fruits secs, on[Qui ?] pense qu'il est d'origine asturienne, c'est-à-dire pré-romaine.

## Caractéristiques
La recette de la farce diffère légèrement selon la région des Asturies ; certaines incluent du vin blanc, d'autres de l'anis, certaines noix, d'autres des noisettes, du sucre ou du miel, etc. La forme finale est une sorte de canute[pas clair] ou de tuyau, d'environ 15 cm de long, dont les extrémités sont fermées pour que le contenu ne s'échappe pas et scellées avec une fourchette. Il est typiquement élaboré pendant les festivités du carnaval (Antroxu), bien que ce soit un dessert que l'on peut trouver à tout moment de l'année et dans presque toutes les pâtisseries asturiennes, surtout dans la zone centrale et dans les vallées minières.